# 立命馆亚洲太平洋大学孔子学院
立命馆亚洲太平洋大学孔子学院（日语：立命館アジア太平洋大学孔子学院）是一座位于日本别府市的孔子学院。

## 历史
2006年10月25日立命馆亚洲太平洋大学和中国政府签署合作协议。2007年4月1日正式建立，中方由浙江大学共同经营。

## 历届院长
- 初代 - 西川孝次

## 关联项目
- 立命馆孔子学院